# Pierre Forget (trésorier)
Pour les articles homonymes, voir Pierre Forget et Forget.
Pierre Forget, né à une date inconnue et mort en 1334, était le trésorier du roi Philippe VI de France.

## Biographie
D'origine roturière, Pierre Forget est dans les années 1320 un serviteur du comte Philippe du Mans, fils de Charles de Valois et futur roi sous le nom de Philippe VI.
En 1325, lorsque son maître prend la succession de son père comme comte de Valois, Forget est nommé bailli d'Anjou et du Maine.
Il conserve environ cinq années ce poste, l'accession au trône du comte de Valois ne changeant rien à sa situation. Le 17 février 1330, il est finalement investi de la charge de Trésorier de France par le roi. Celui-ci apprécie particulièrement ce fidèle serviteur de la monarchie, le récompensant par d'importants dons. Avec le chancelier Guillaume de Sainte-Maure et Martin des Essars, Forget est l'une des principales figures du gouvernement royal entre 1331 et 1334, formant le « parti » de Sainte-Maure.
Assisté par le clerc du Trésor Guillaume de Montreuil, ancien sous-bailli du Maine, Forget a la haute main sur la Chambre des comptes. Il est aussi l'inspirateur de l'ordonnance du roi supprimant les droits et accroissements de gages de ses officiers.
Pierre Forget meurt dans la première moitié de 1334, avant le 2 juin, quelques mois avant Guillaume de Sainte-Maure.